# П'є
П'є (фр. pied — «нога») — старофранцузька, староіспанська і старопортугальська міра довжини. Для старофранцузького варіанту використано паризький варіант. Для староіспанського та старопортугальського п'є використано міру, прийняту 1801 року. Проте на сьогодні такими мірами користуються в деяких латиноамериканських країнах.
1 п'є (французький) = 12 пусів = 144 лінів = 32,484 сантиметри = 0,32484 метри
1 п'є (староіспанський/старопортугальський) = 12 пульгад = 144 лінеа = 1728 пунто = 27,8633 сантиметри = 0,27863 метри